# Adobe PageMaker

Das Logo von Adobe PageMaker

Adobe PageMaker ist ein Desktop-Publishing-Programm von Adobe Inc., dessen Entwicklung im Jahr 2002 mit Version 7.0 eingestellt wurde.

## Geschichte
Der ursprüngliche Hersteller Aldus Corporation brachte PageMaker 1985 für den Apple Macintosh auf den Markt. Das Programm ermöglichte es erstmals, zusammen mit Apples LaserWriter, dem ersten PostScript-Laserdrucker, professionellen Satz auf einem Personal Computer zu erstellen.
Obwohl PageMaker die essentiellen Funktionen für Fotosatz bereitstellte, fehlte vielen Schriftsetzern und Mediengestaltern die Präzision der damals gebräuchlichen Fotosatzmaschinen wie zum Beispiel Linotype. Zudem beherrscht PageMaker nur wenige grafische Funktionen. Daher konnte sich das Programm QuarkXPress, das zwei Jahre später auf den Markt kam, schnell durchsetzen. Als QuarkXPress Anfang der 1990er-Jahre einen Marktanteil von ca. 90 % im Profibereich erreichen konnte, wurde PageMaker eher für semiprofessionellen Satz und für Privatanwender positioniert. Aldus wurde 1994 von Adobe aufgekauft.
Nachdem 1999 erstmals das Adobe-hauseigene Konkurrenzprodukt Adobe InDesign angeboten wurde, das neben QuarkXPress als Quasi-Standard bei Grafikern und Layoutern gilt, stellte Adobe im Jahr 2002 mit der Version 7.0 die Entwicklung von PageMaker ein. Das letzte Update erfolgte 2004.

## Umstieg auf andere Programme
Adobe empfiehlt PageMaker-Anwendern den Umstieg auf die jeweils aktuelle Version von InDesign. Ab der Version InDesign CS PM Edition sind alle Versionen um PageMaker-Funktionen ergänzt und ermöglichen das Öffnen und Konvertieren von PageMaker-Dokumenten der Version 6 oder höher.
Über die libpagemaker unterstützt auch das freie Programm Scribus das Öffnen von PageMaker-Dokumenten der Versionen 6.5 und 7.0.